# Путра
Путра (малайск. Masjid Putra) — главная мечеть Путраджая, в Малайзии.

## История
Мечеть Путра строилась с 1997 по 1999 год в новом административном центре Малайзии, в городе Путраджая и располагается на берегу искусственного озера Путраява по соседству с резиденцией премьер-министра Малайзии.

## Архитектура
На внешний вид мечети сильно повлиял дизайн мечети Шейха Омара (Багдад) и Великой мечети короля Хасана II (Касабланка). Основным материалом послужил розовый гранит.
Зал для молитв и главный купол поддерживается 12 столбами. Диаметр купола — 36 метров. Перед молельным залом имеется просторный внутренний двор (сахна).
Высота купола составляет 76 м. Минарет в регионе высотой 116 м имеет пять уровней, олицетворяющих пять столпов ислама.